# Гляйріч
Гляйріч (нім. Gleiritsch) — громада в Німеччині, розташована в землі Баварія. Підпорядковується адміністративному округу Верхній Пфальц. Входить до складу району Швандорф. Складова частина об'єднання громад Оберфіхтах.
Площа — 10,94 км2. Населення становить 635 ос. (станом на 31 грудня 2020).

## Галерея

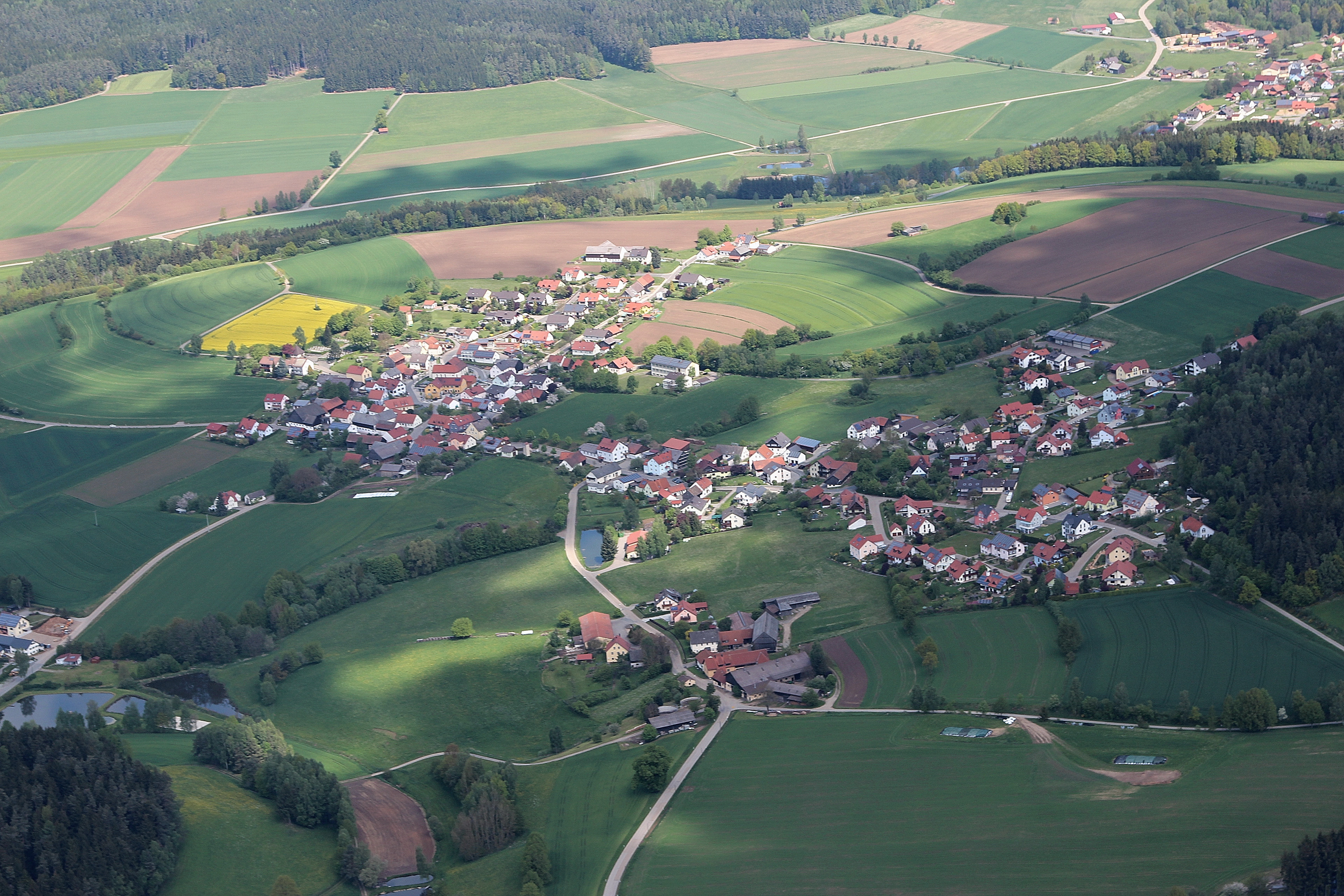
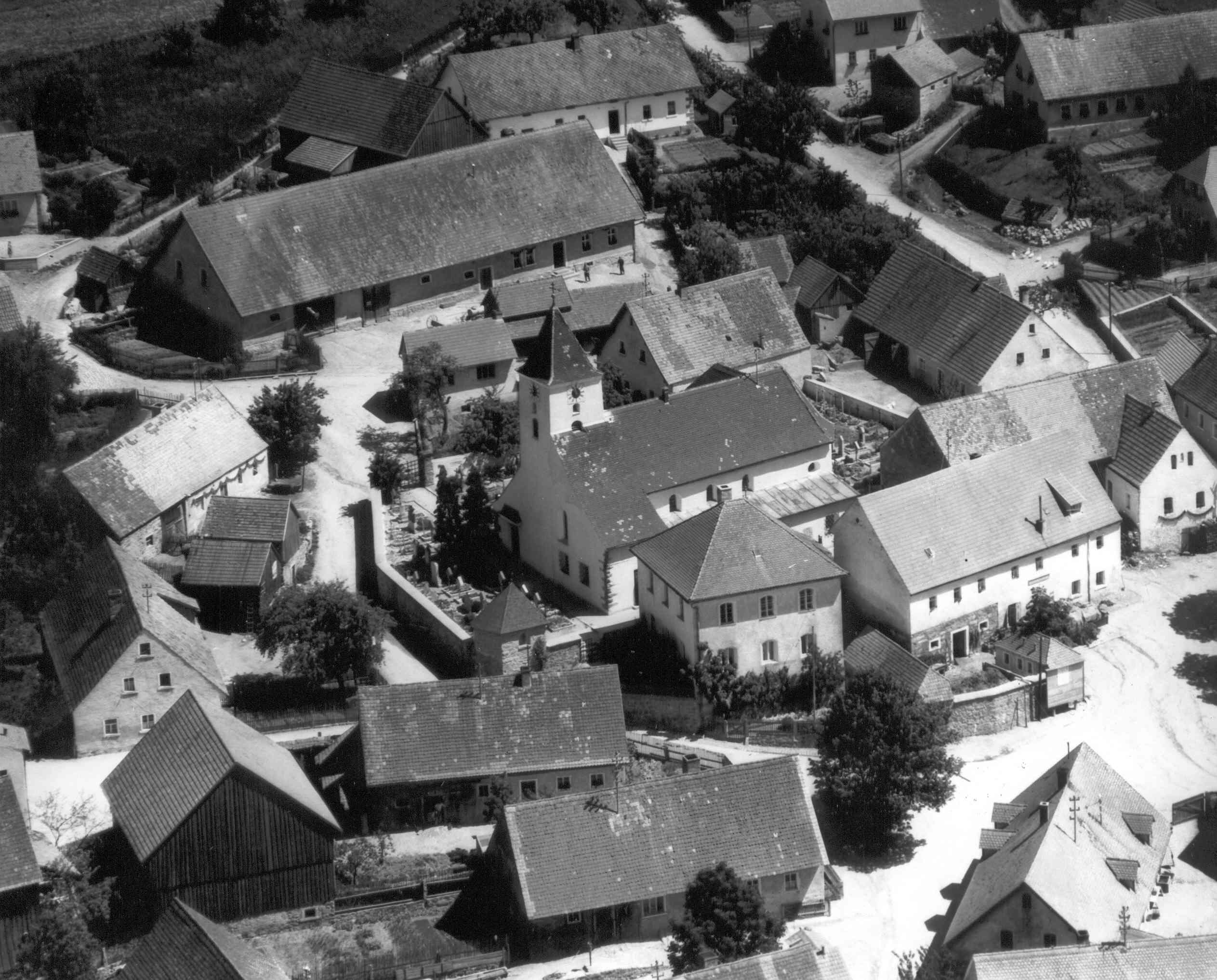
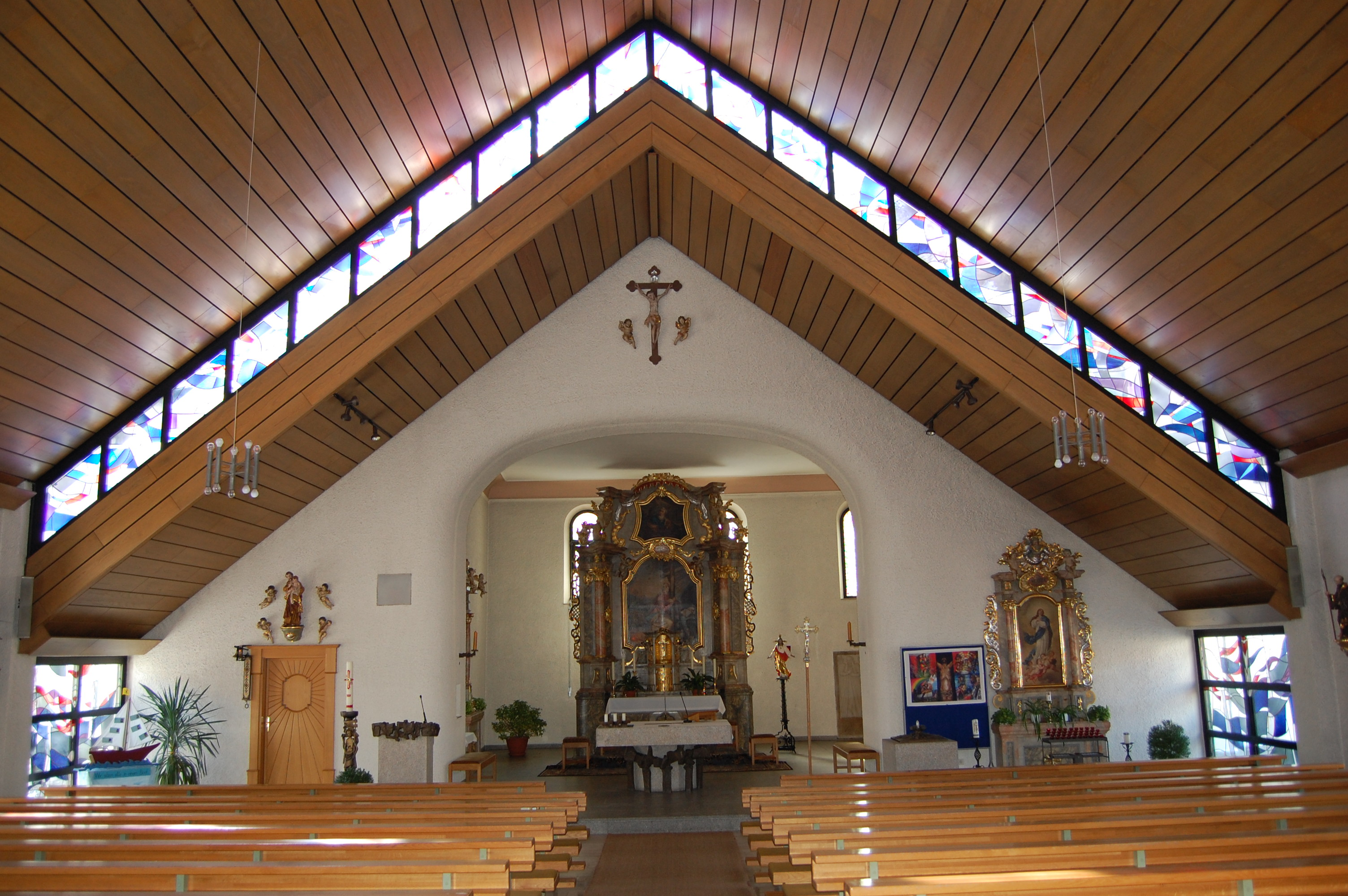
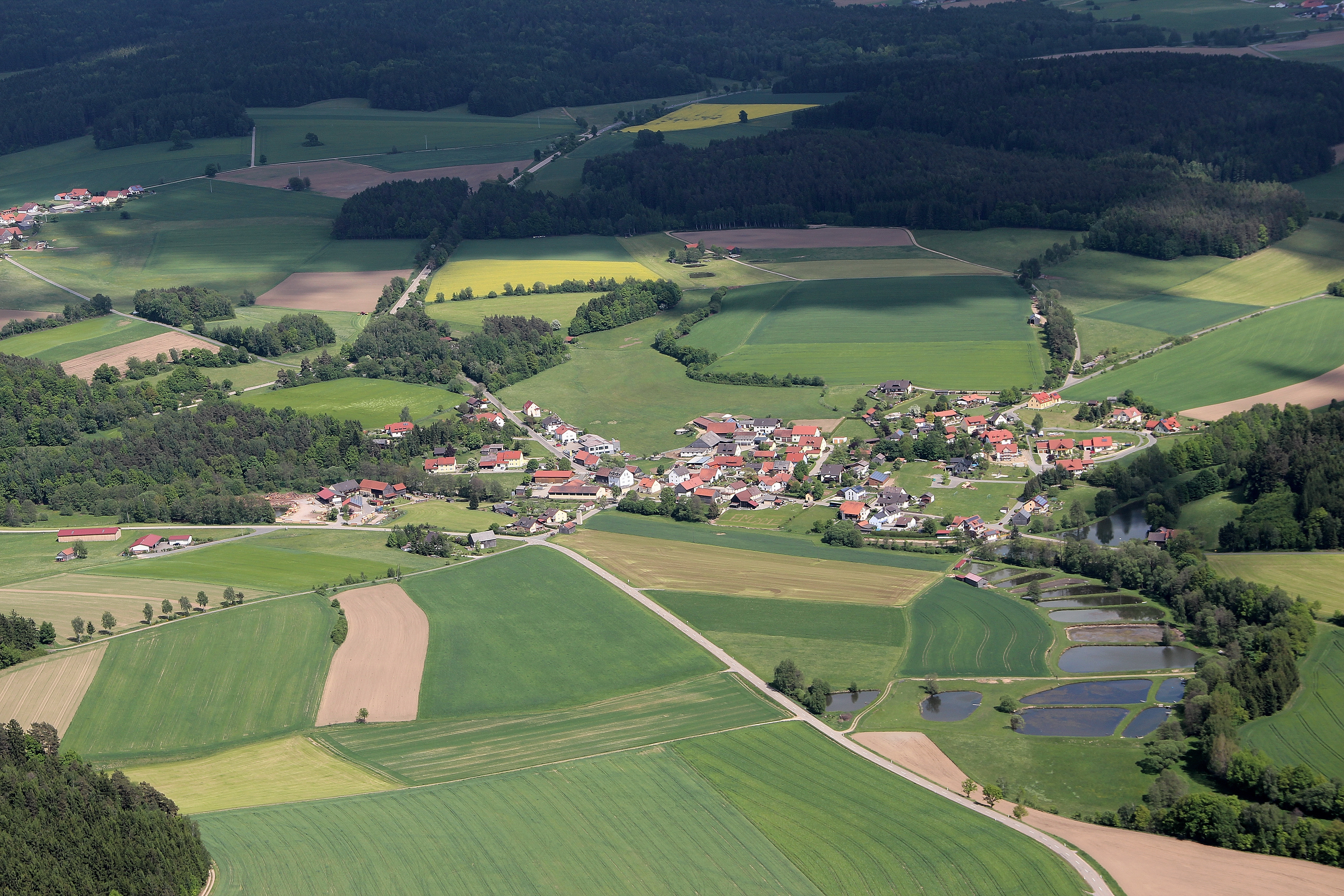
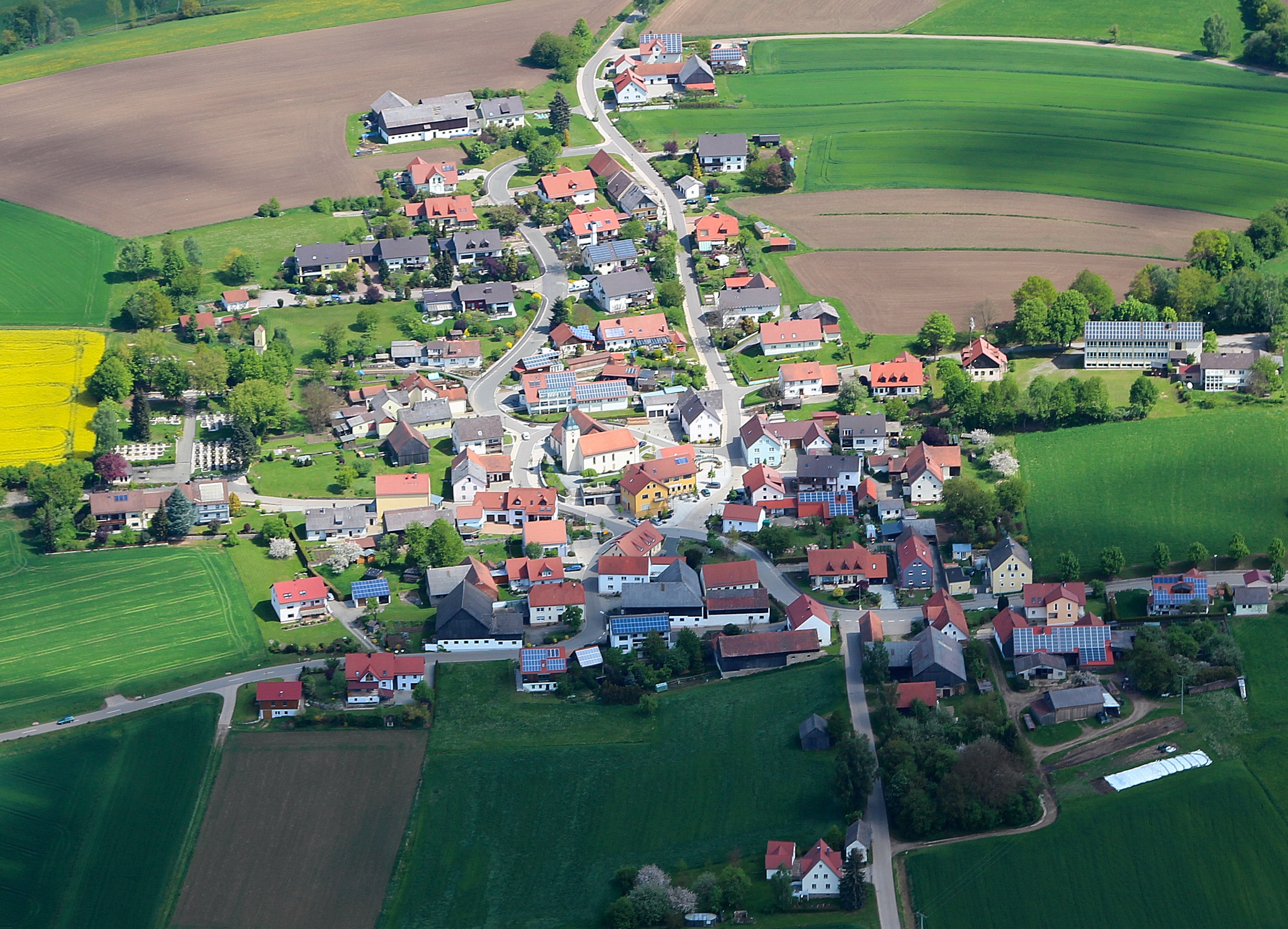
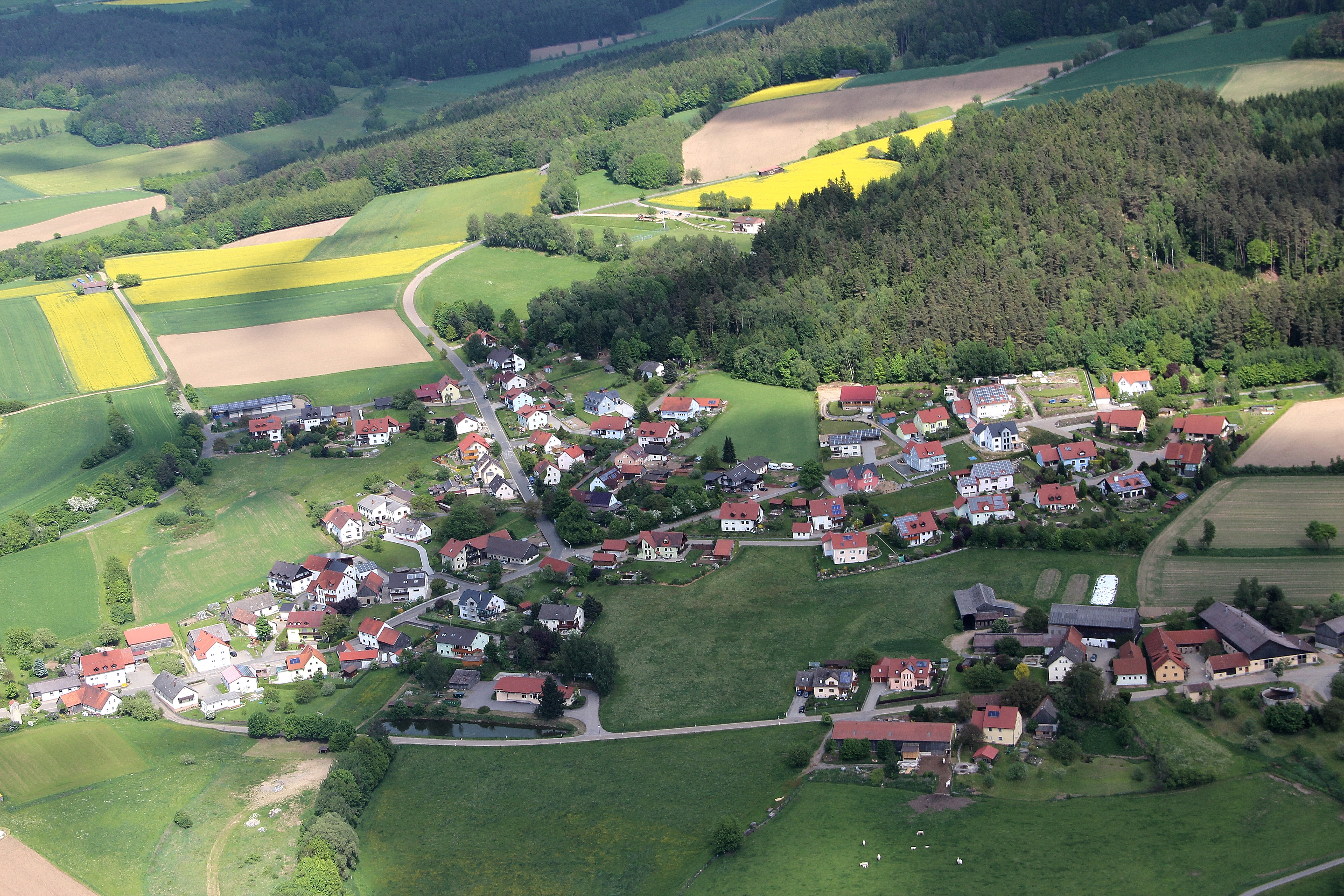